# 货币市场
货币市场（英語：Money Market）特指存续期在一年以下的金融资产组成的金融市场。一般来说，货币市场包括短期国债、短期地方政府债券、商业票据和短期大额可转让存单，但不包括某些存续期在一年以下的商品期货以及金融衍生工具。
主要任務在提供工商企業的短期資金融通或營運週轉資金、金融同業的拆款及各種短期有價證券的買賣。
貨幣市場金融工具的特性是流動性高、交易期限短，而且倒帳風險也較低。